# Motore boxer Alfa Romeo
Il motore Boxer Alfa Romeo è stato un propulsore a benzina con 4 cilindri, prodotto dalla casa automobilistica di Arese dal 1971 al 1997.

## Descrizione e caratteristiche
Il monoblocco era in ghisa e le due teste in lega d'alluminio, con un albero motore a 3 supporti di banco. Raffreddato ad acqua, era alimentato da uno o due carburatori (doppio corpo) oppure, per i motori a iniezione, da vari tipi di impianti prodotti dalla Bosch nonché dalla IAW della Magneti Marelli. Di questa tipologia di motore boxer sono state commercializzate sette versioni, tutte montate longitudinalmente.
Va inoltre ricordato, che l'Alfa Romeo è stata la prima casa automobilistica al Mondo, a realizzare un motore boxer a 12 cilindri, il quale aveva una cilindrata di 1.500 cm³ ed era sovralimentato, del prototipo Alfa Romeo Tipo 512 Gran Premio del 1940.
Ha poi sviluppato questa tecnologia nelle competizioni, applicandolo prima alla 33 da corsa, e successivamente in Formula 1.
Nel 1977 conquistò il Mondiale Marche con il prototipo 33 SC 12 (con telaio in lega d'alluminio), spinto dal 12 cilindri boxer di tre litri già montato sulla 33 TT 12, ma con potenza portata a oltre 520 CV, per una velocità che oltrepassava i 350 km/h. Nell'ultima gara del campionato 1977, sul circuito di Salisburgo, l'Alfa portò al debutto un'interessante versione turbo del boxer 12 cilindri, con cilindrata ridotta a 2.134 cm³ e l'elevata potenza di 640 CV.

## Motorizzazioni

### 1200
Il primo modello di cilindrata 1.186 cm³ fu installato sull'Alfasud nel 1971. I cilindri avevano un alesaggio di 80 mm e una corsa di 59 mm.
Inizialmente alimentato da un carburatore monocorpo, e abbinato a una trasmssione a 4 rapporti, aveva una potenza di 63 CV (47 kW).

Dal 1973 al 1987 fu affiancato, ma non sostituito, da una nuova variante, alimentata da un carburatore doppio corpo e abbinata a un cambio manuale a 5 marce, con potenza portata a 68 CV (50 kW).

Infine, dal 1990, il 1.2 fu rispolverato per le versioni base dell'Alfa Romeo 33 destinate ai mercati esteri (quindi non per il mercato italiano) mantenendo la trasmissione a 5 marce vedendo però un discreto incremento di potenza (77 CV invece di 68) grazie ai due carburatori doppio corpo, terminando la carriera nel 1993 con l'entrata in vigore dell'obbligo del catalizzatore.
Applicazioni
- 1971-1983 Alfa Romeo Alfasud
- 1984-1986 Alfa Romeo Arna
- 1984-1986 Nissan Cherry
- 1983-1986 e 1990-1993 Alfa Romeo 33

### 1300
Per il motore di 1,3 L di cilindrata la corsa fu allungata inizialmente a 64 mm per ottenere 1286 cm³. Successivamente (dal 1980) affiancata e poi sostituita (dal 1982) da una variante con un albero motore con corsa di 67.2 mm per ottenere un 1351 cm³. Questa seconda versione fu la più comune e la più venduta in assoluto di questo motore. Su alcuni mercati a solo scopo commerciale venne indicata come 1400. La potenza erogata era inizialmente di 76-80 CV (56-59 kW).

Col passaggio all'iniezione elettronica (IE) al posto dei carburatori, sull'Alfa Romeo 33 la potenza fu inizialmente portata a 90 CV (66 kW) per poi subire un leggerissimo decremento a 88 CV (65 kW) dalle versioni catalizzate in poi, comprese le eredi Alfa Romeo 145 e 146.
Applicazioni
- 1977-1983 (1286 cm³ e 1351 cm³) Alfa Romeo Alfasud
- 1983-1995 (1351 cm³) Alfa Romeo 33
- 1984-1986 (1351 cm³) Nissan Cherry Europa
- 1994-1997 (1351 cm³) Alfa Romeo 145 e 146

### 1500

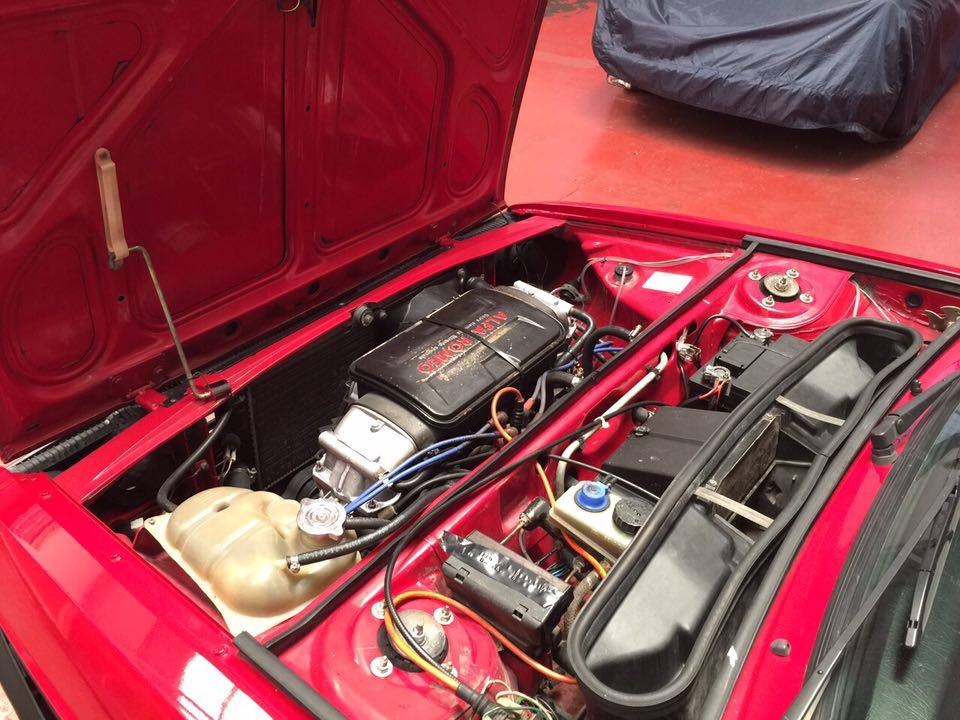
Motore di un'Alfa Sprint 1500 QV

La versione da 1.490 cm³ fu prodotta dal 1978 al 1995. Per l'epoca fu il più diffuso dei boxer prodotti dall'Alfa Romeo, tant'è che, dopo l'Alfasud, molti altri modelli lo montarono negli anni successivi. I cilindri avevano un alesaggio di 84 mm e una corsa di 67.2 mm. Aveva una potenza compresa tra 85 e 105 CV (63 e 78 kW). È stata la versione di più alta cilindrata montato sull'Alfasud.

Dal 1990, col passaggio all'iniezione elettronica (IE) al posto dei 2 carburatori doppio corpo, sull'Alfa Romeo 33 la potenza fu inizialmente mantenuta a 105 CV (77 kW), subendo però un discreto decremento di potenza a 97 CV (71 kW) nella versione catalizzata. 
Applicazioni
- 1978-1983 Alfa Romeo Alfasud
- 1984-1986 Alfa Romeo Arna
- 1984-1986 Nissan Cherry Europa
- 1983-1995 Alfa Romeo 33
- 1985-1986 Clan Clover

### 1.6 IE

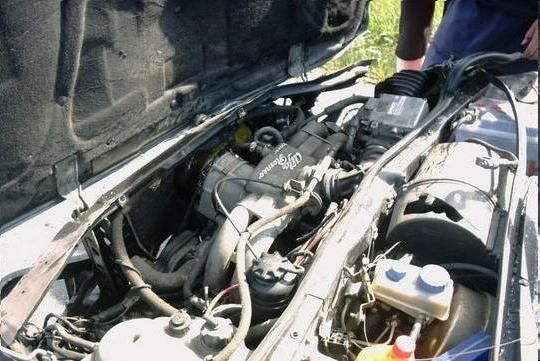
Motore Boxer Alfa Romeo

La versione da 1.596 cm³ 8v fu prodotta dal 1994 al 1997 in sostituzione del 1.5 IE (Cat.) da 97 CV. I cilindri avevano un alesaggio, come il precedente propulsore, di 84 mm con una corsa aumentata a 72 mm. Erogava una potenza di 103 CV (76 kW).
 Fu l'ultimo motore boxer Alfa Romeo di nuova progettazione.
Applicazione
- 1994-1997 Alfa Romeo 145 e 146

### 1.7
Dal 1986, col primo restyling dell'Alfa Romeo 33 (906) ritenendo non più al passo con la concorrenza il 1.5 della Quadrifoglio Verde da 105 CV, mantenendo comunque l'alimentazione a due carburatori doppio corpo, fu aumentata la cilindrata del boxer a 1.712 cm³ mediante allargamento dell'alesaggio e allungamento della corsa, 87 x 72 mm, con conseguente incremento della potenza fra i 114 (84 kW) e i 118 CV (87 kW) a seconda dell'allestimento, andando a equipaggiare le nuove versioni di punta delle compatte di Pomigliano.

Nel 1988 fu il primo boxer Alfa Romeo a ricevere l'alimentazione a iniezione elettronica (IE), anticipando di due anni le versioni 1.3 e 1.5, guadagnando in regolarità di erogazione e diminuendo leggermente i consumi, a fronte di un leggero decremento di potenza, portata a 110 CV.

Infine, nel 1992, in occasione dell'introduzione obbligatoria del catalizzatore, la potenza si stabilizzò su un valore di 105 CV.

Dal 1995, quando l'Alfa Romeo 33 fu rimpiazzata dalla sostituta 146, la versione a 8 valvole del 1.7 fu soppiantata da quella a 16 valvole.
Applicazioni
- 1986-1995 Alfa Romeo 33
- 1986-1989 Alfa Romeo Alfasud Sprint

### 1.7 IE 16V

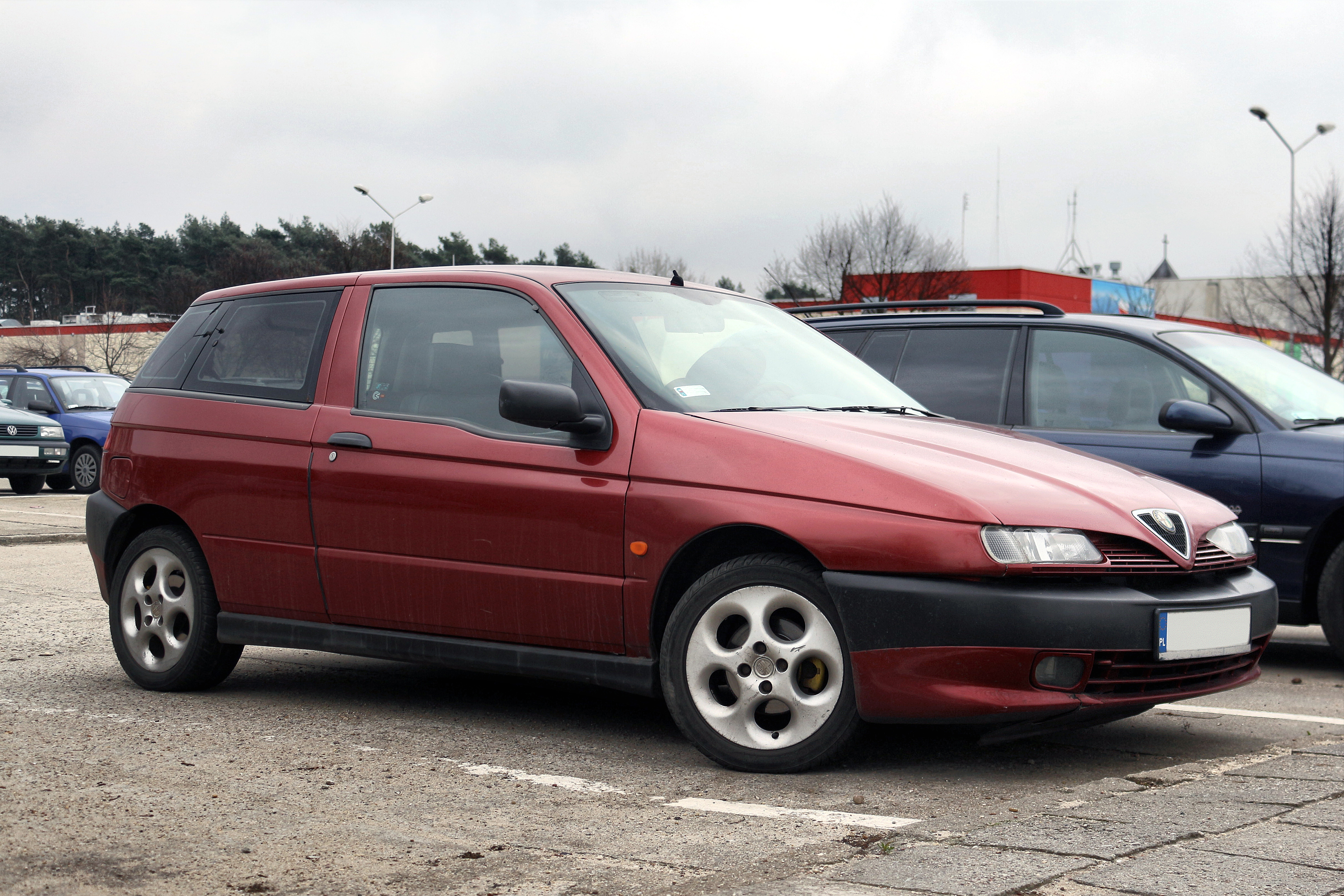
L'Alfa Romeo 145 1.3 IE è stata fra le ultime vetture a essere dotata del motore Boxer Alfa

Dal 1989, col secondo restyling dell'Alfa Romeo 33 (907), del 1.7 IE fu commercializzata la versione con 4 valvole per cilindro.

L'alimentazione era solo a iniezione elettronica Bosch, inizialmente di tipo ML 4.1 (33) e successivamente M 2.10.3 (145/146), e in entrambe le configurazioni erano presenti quattro farfalle, una per ogni condotto di aspirazione.

I cilindri mantennero alessagio e corsa invariati (87 x 72 mm) rispetto alla versione a 8 valvole.

È stato il motore boxer Alfa Romeo stradale più potente, dato che erogava inizialmente una potenza di 137 CV, che nelle versioni catalizzate scendeva a 129 o 132 a seconda dell'allestimento. 
Assieme al 1.3 IE e al 1.6 IE, fu l'ultimo modello di motore boxer prodotto dall'Alfa Romeo.
Applicazioni
- 1989-1995 Alfa Romeo 33
- 1994-1997 Alfa Romeo 145 e 146